# Russland-Aktuell
Russland-Aktuell, nach der ehemaligen Hauptdomäne auch Aktuell.ru genannt, war von 2003 bis 2016 eine deutschsprachige Internet-Zeitung, die in Moskau erschien. Herausgeber und Chefredakteur war über den gesamten Erscheinungszeitraum der 2021 verstorbene, auf Russland spezialisierte Journalist Gisbert Mrozek.

## Geschichte
Die Zeitung wurde von der deutsch-russischen Nachrichtenagentur RUFO getragen. RUFO veröffentlichte ab 1998 im Internet Nachrichten und journalistische Beiträge, zunächst unter der Adresse rufo.ru, später dann unter den Adressen Moskau.ru und Russland.ru. Ziel war eine Russlandberichterstattung „ohne Klischees und Schönfärberei“.
2003 kam es zu einem Konflikt mit einer von RUFO beschäftigten Programmierergruppe aus der Stadt Tarusa und schließlich zur Trennung. Weil die Rechte an der Domain www.russland.ru nach dem Urteil eines russischen Gerichts RUFO nicht zugesprochen wurden, benannte RUFO seine Online-Zeitung in Russland-Aktuell um. Als Haupt-Domain wurde www.aktuell.ru genutzt, die Leitung übernahm alleine der frühere DPA-Audio-Zuliefer Gisbert Mrozek. Die damaligen Artikel der Zeitung sind heute nicht mehr unter der Domain aufrufbar. Die Gruppe aus Tarusa betreibt seither die konkurrierende Zeitung Russland.RU, die sich ebenfalls in der Nachfolge der vorherigen Online-News sieht und inzwischen Russland.news heißt.
Von 2005 bis Mitte 2007 kooperierte Russland-Aktuell redaktionell eng mit der deutschsprachigen Print-Monatszeitung St. Petersburgische Zeitung. Im Februar 2016 stellte Aktuell.ru die Produktion von neuen Artikeln aus finanziellen Gründen ein. Danach waren zeitweise nur noch automatisch generierte Jahrestagsartikel zur russischen Geschichte neu online, bis die Zeitung im Jahresverlauf 2016 nicht mehr aktualisiert wurde. Mehrere vormalige Mitarbeiter von Russland-Aktuell wie Lothar Deeg, Michael Barth und Susanne Brammerloh hatten zuvor zu Russland.RU gewechselt. Der Herausgeber Gisbert Mrozek starb 2021 im Alter von 70 Jahren.

## Regionalausgaben
Russland-Aktuell verfügte über Unterseiten für die Lokal- bzw. Regionalberichterstattung aus Moskau (moskau.ru), St. Petersburg (Petersburg-Aktuell, 2002–2015, Redakteur Lothar Deeg, danach bei Russland.ru) und Kaliningrad (Kaliningrad-Aktuell, 2004–2016). In diesen Städten verfügte RUFO über lange Jahre über eigene Redakteure.

## Reiseführer
Einzelne frühere Redaktionsmitglieder haben auch Reiseführer zu den o. g. russischen Städten verfasst, so Lothar Deeg den Marco Polo Reiseführer über Sankt Petersburg, Russland Aktuell Herausgeber Gisbert Mrozek den Marco-Polo-Führer zu Moskau.